# The Unsex'd Females

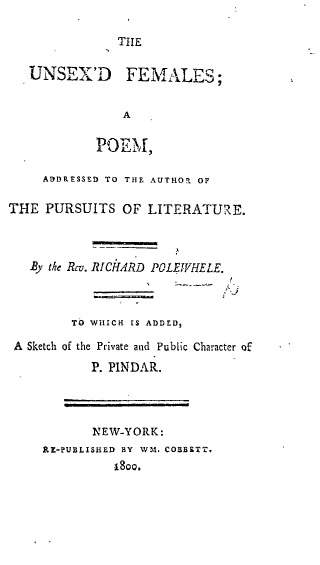
Première page du poème

The Unsex'd Females, a Poem (Femmes asexuées, poème) est un poème de 1798 de Richard Polwhele, qui constitue une intervention polémique dans les débats publics sur le rôle des femmes à la fin du XVIIIe siècle. Le poème se préoccupe essentiellement sur ce que Richard Polwhele définit comme étant l'empiètement des idées politique et philosophique françaises dans la société britannique, particulièrement celles qui sont associées avec le Siècle des Lumières. Ces sujets se trouvent rassemblés, selon Polwhele, dans la figure révolutionnaire de Mary Wollstonecraft.
Le poème présente un intérêt pour ceux qui s'intéressent à l'histoire des femmes, de même qu'à la politique révolutionnaire, pour plusieurs raisons : il démontre la viabilité bien réelle de la tradition de littérature misogyne ; c'est un exemple du contre-coup britannique contre les idéaux de la Révolution française, qui témoigne également de la convergence stratégique des écrivains femmes avec les idéaux révolutionnaires à cette époque et aide à prendre conscience des obstacles que devaient affronter les écrivains femmes à la fin du XVIIIe siècle.